# آرامگاه چهل دختران (دامغان)
آرامگاه چهل دختران یا برج چهل‌دختر دامغان یا مقبره چهل دختران مربوط به سدهٔ ۵ ه‍.ق است و در دامغان، مرکز شهر واقع شده و این اثر در تاریخ ۱۵ دی ۱۳۱۰ با شمارهٔ ثبت ۸۳ به‌عنوان یکی از آثار ملی ایران به ثبت رسیده‌است.

## پیشینه
برج چهل‌دختر دامغان برج آجری با بلندای تقریبی ۱۵ متر و محیط بیرونی ۲۳ متر و قطر درونی ۵/۵ متر است. این برج که تقریباً به سبک برج طغرل ری و میل رادکان بنا شده در سال ۴۴۶ هجری(۱۰۵۴ میلادی) به امر ابوشجاع اصفهانی ساخته شده‌است.

## معماری
در بیرون این برج کتیبه‌ای به خط کوفی قرار دارد که خواندن آن بسیار مشکل می‌باشد. فقط  «امر ببناء هذا لقبة الامیر الجلیل ابوشجاع» و در آخر کتیبه «ثلثمائه» از آن خوانده می‌شود و معلوم می‌شود که از بناهای قرن چهارم هجری است. به علت استحکام بنا خوب دوام کرده بطوری‌که هیچگونه آثار خرابی در آن مشاهده نمی‌شود. در بالای در کوچک این برج که به جانب جنوب باز می‌شود کتیبه‌ای است از گچ به خط کوفی گویا نام بانی آن را نوشته‌اند.
در وسط برج، قبر ساده‌ای است که از گچ که صاحب آن معلوم نیست و از قرائن چنان بر می‌آید که تا چندی قبل سطح داخلی برج مرتفع‌تر از زمان کنونی بوده‌است زیرا با اندکی دقت، قسمتی را که در زیر خاک بوده و بعداً خاک برداری شده‌است می‌توان تشخیص داد.
ممکن است اسم چهل‌دختر یا چهل‌دختران مربوط به دوره‌های قبل از اسلام باشد و بعید به نظر نمی‌رسد که این ساختمان نیز مانند ساختمان چهل دختر سمنان از خشت خام بوده، چون به مرور زمان قسمتی از آن که فرو ریخته، در قرن چهارم یا پنجم به دستور ابوشجاع که هویت او تا اندازه‌ای مجهول است مجدداً با در نظر داشتن طرح سابق آن، منتهی با آجر و سقف مخروطی شکل بنا گردیده‌است.

## نگارخانه

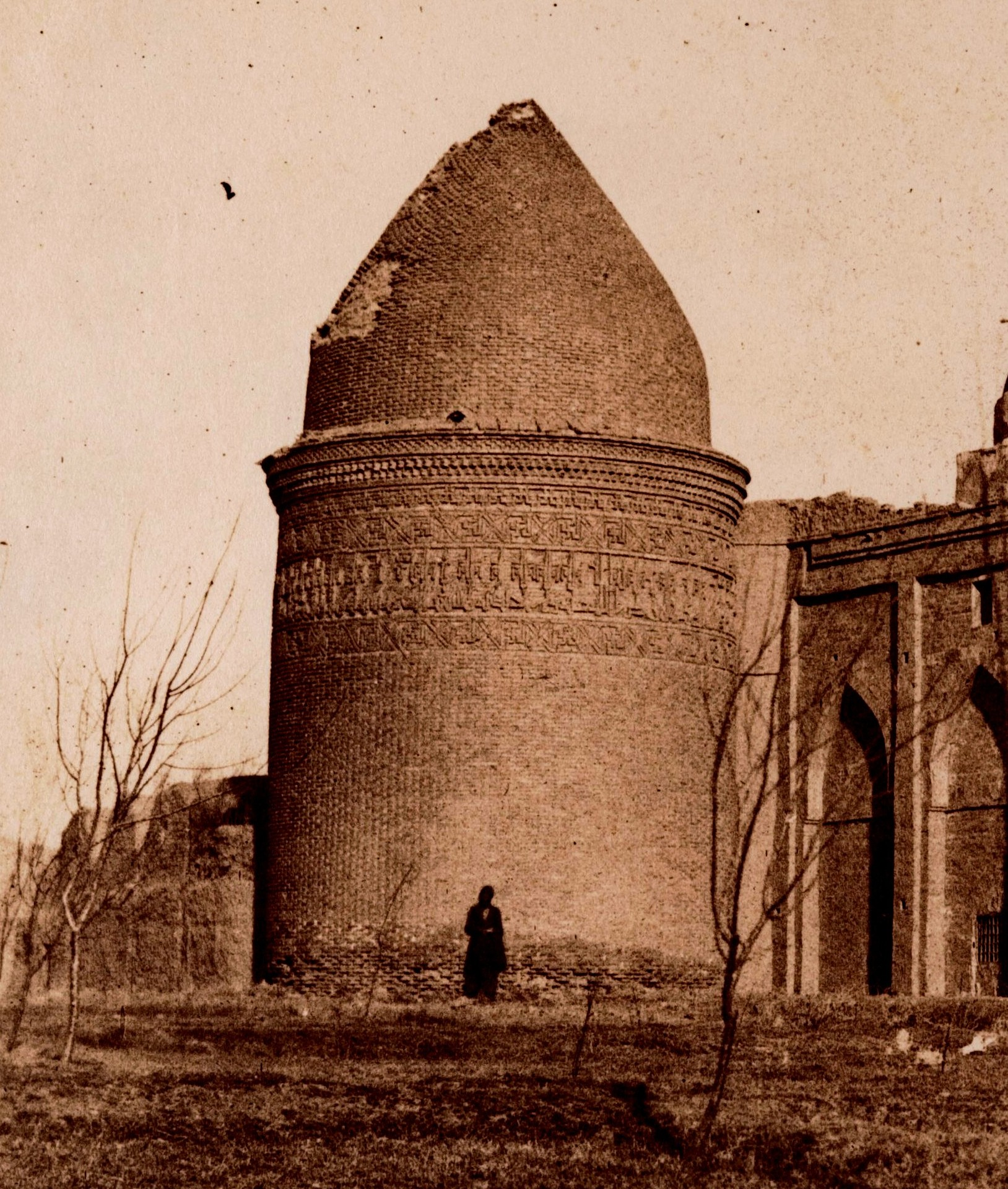
در میانه‌های سده نوزدهم میلادی
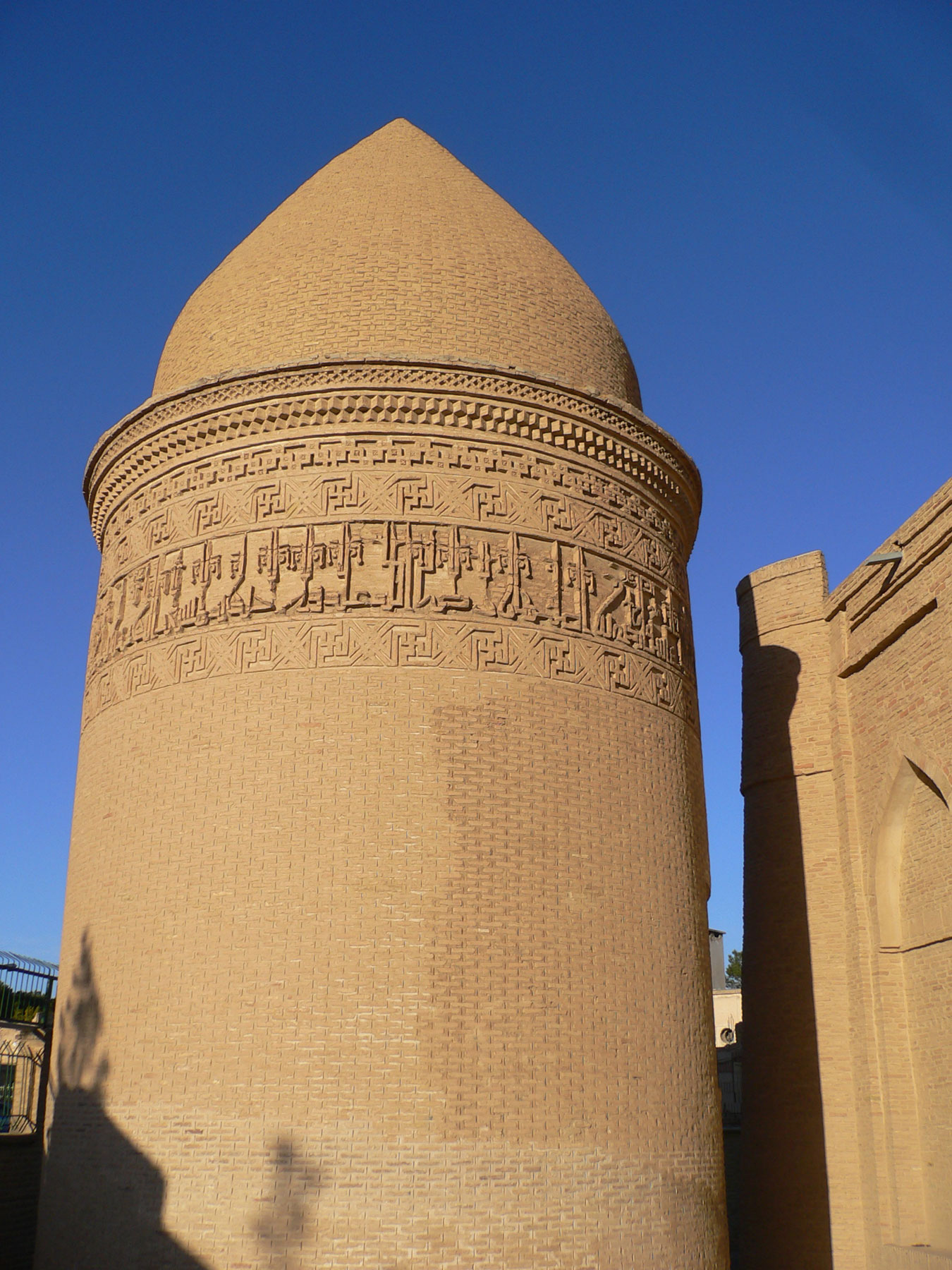
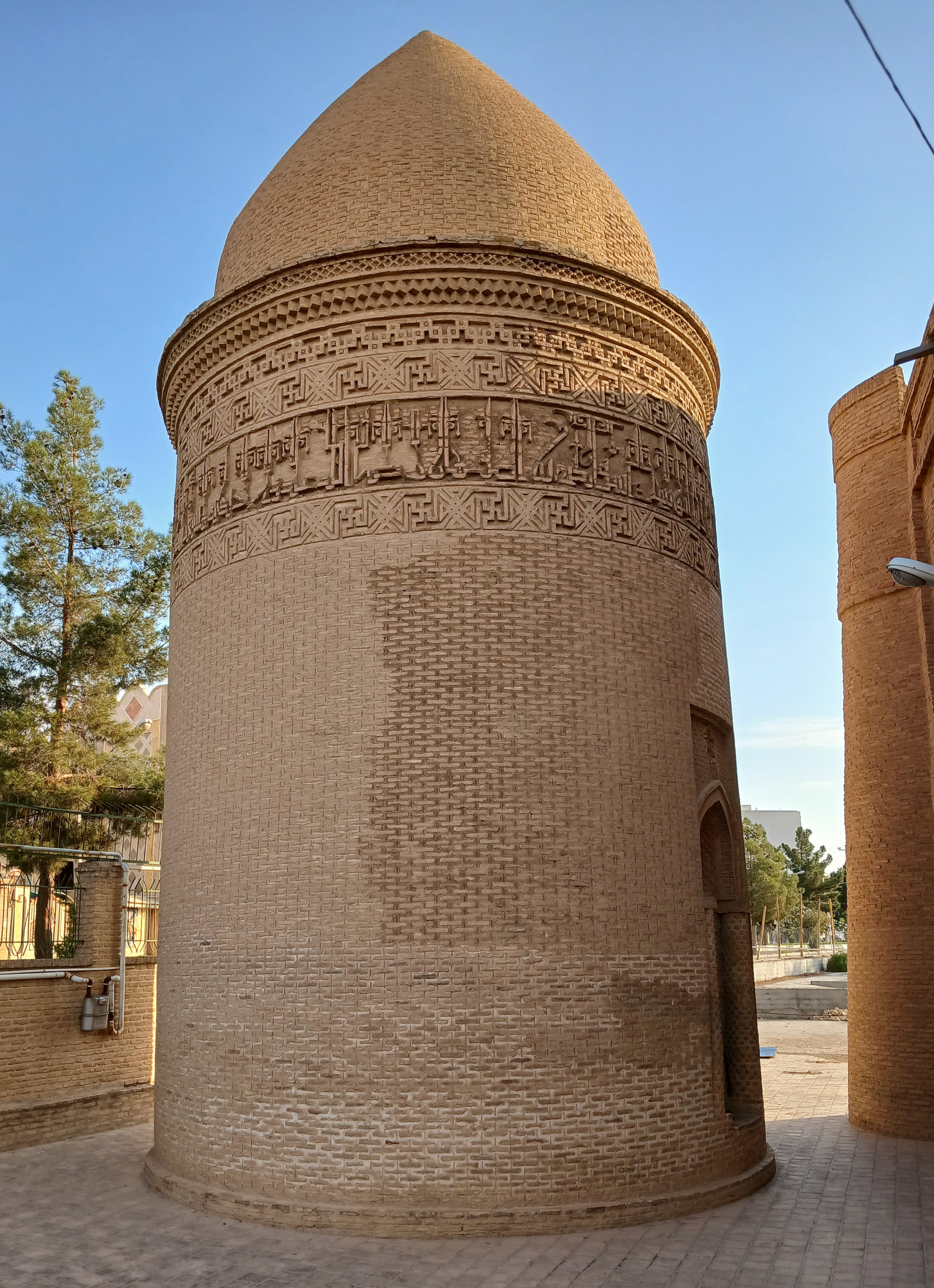
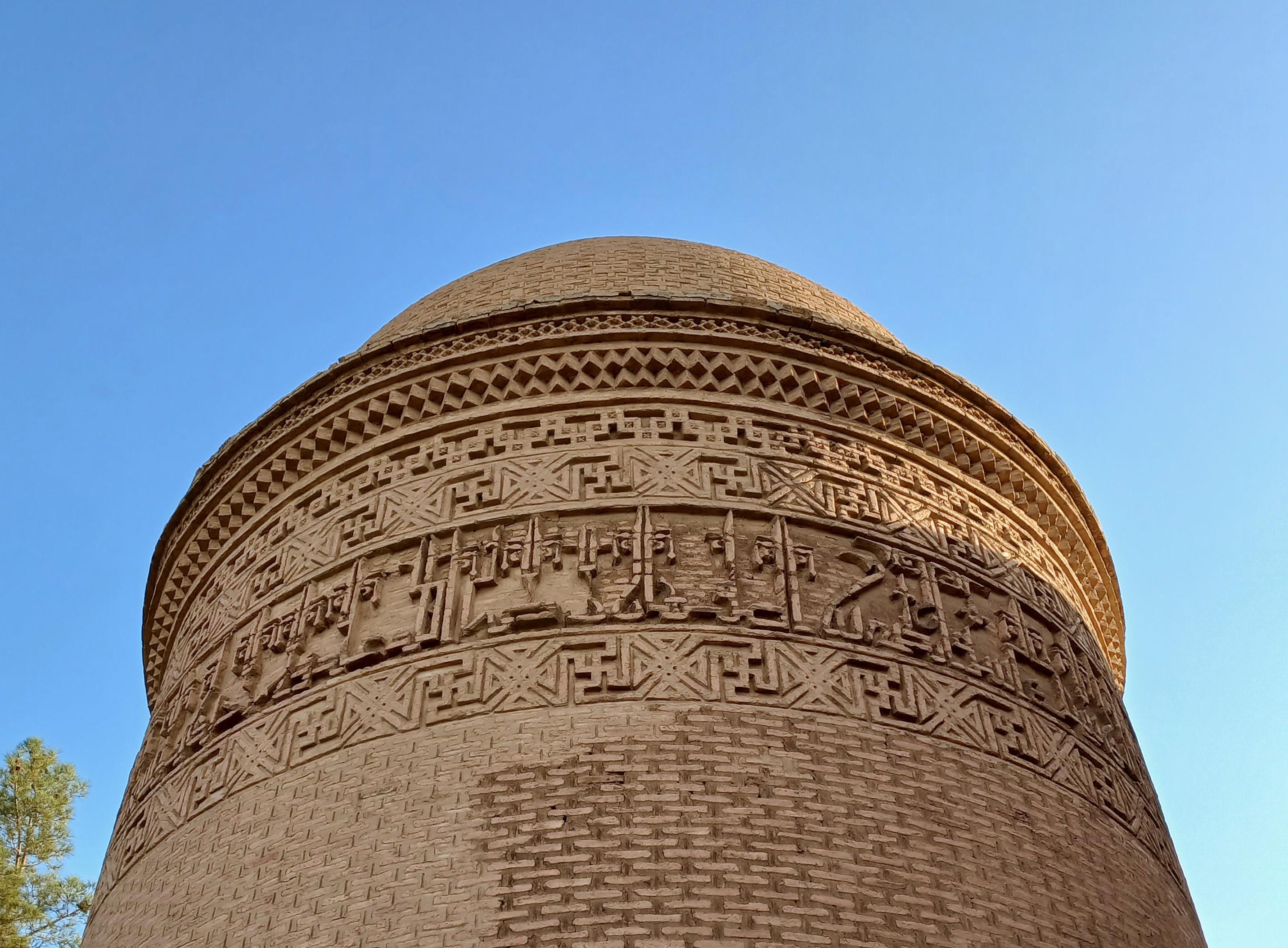
تزئینات آجرکاری و گره‌چینی دور گنبد برج
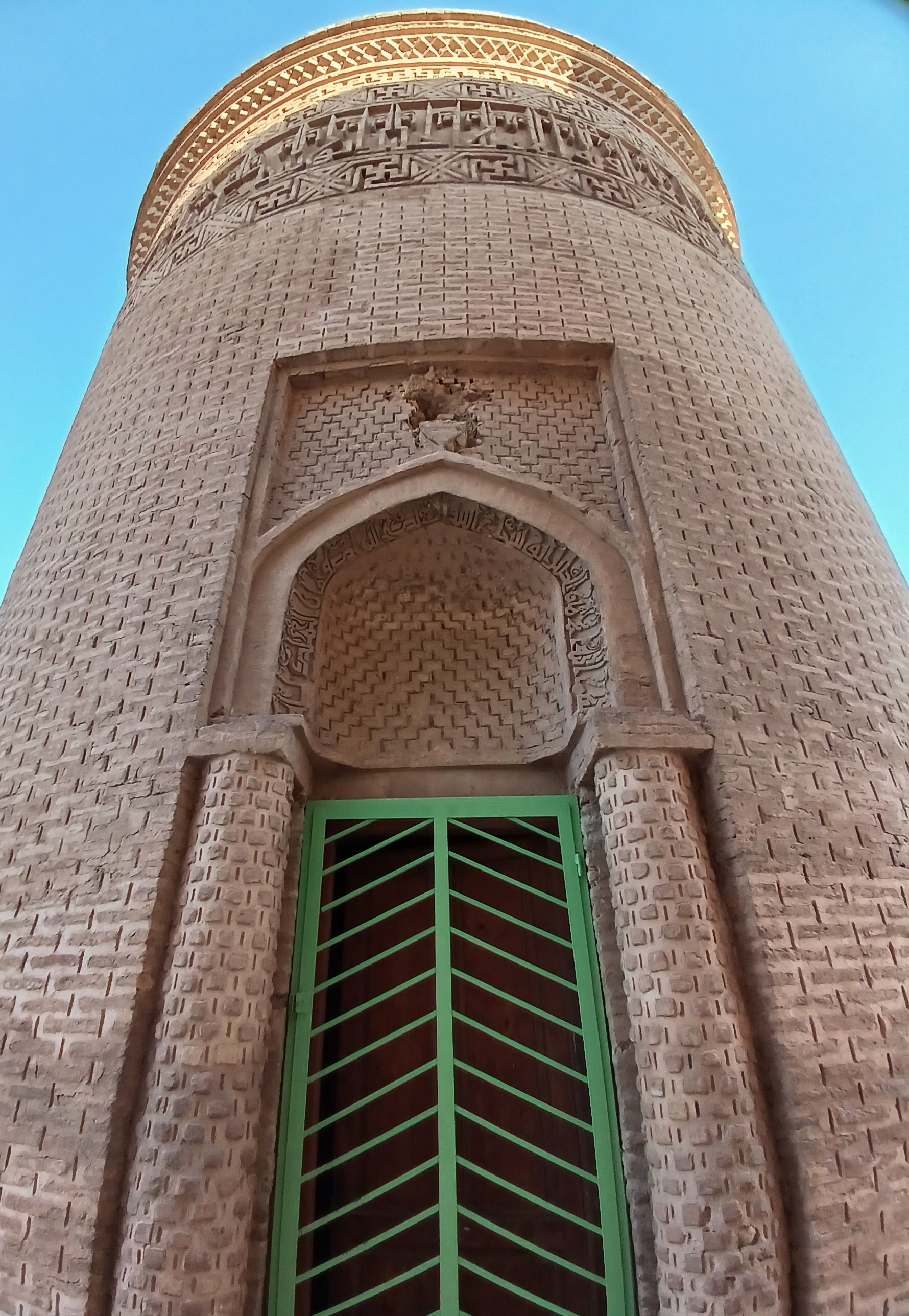
ورودی برج